# Wolfgang Lakenmacher

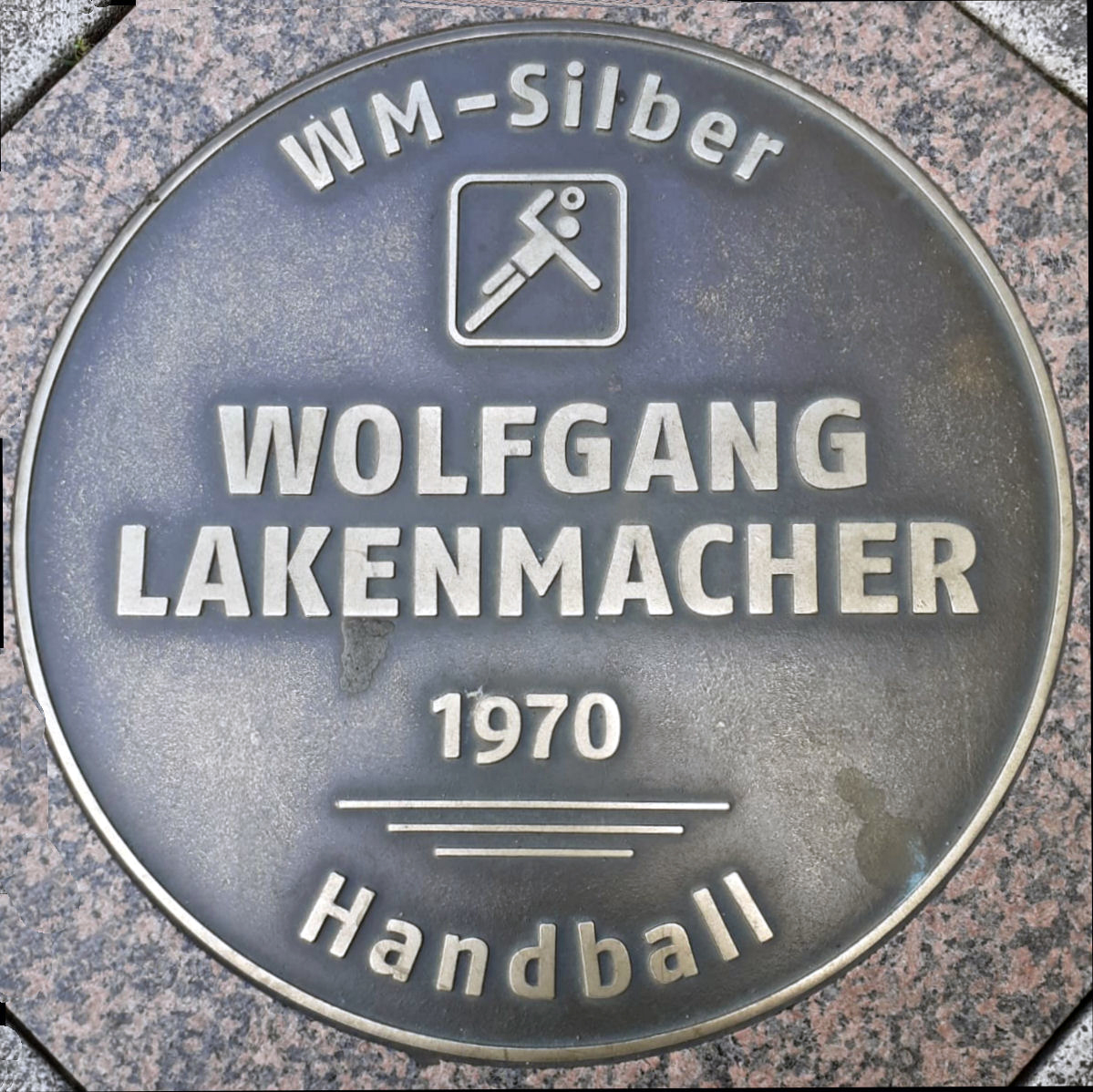
Sports Walk of Fame in Magdeburg

Wolfgang Lakenmacher (* 8. Oktober 1943 in Neuenhofe, Sachsen-Anhalt, heute Westheide; † 24. oder 25. Mai 2023) war ein deutscher Handballspieler und -trainer, 1970 und 1974 Vizeweltmeister mit der DDR.

## Leben
Lakenmacher spielte zu seiner aktiven Zeit von 1967 bis 1977 für den SC Magdeburg und wurde mit dem Verein 1970 und 1977 DDR-Meister. Er war teils SCM-Mannschaftskapitän. Für die DDR-Nationalmannschaft spielte der Kreisläufer insgesamt 198 Mal. 1970 und 1974 wurde Lakenmacher mit der DDR-Nationalmannschaft Vizeweltmeister, bei den Olympischen Spielen 1972 belegte die Mannschaft den vierten Platz.
Nach seiner Karriere als Spieler wurde Lakenmacher Trainer und trainierte unter anderem 1990 den Bundesligisten TV Großwallstadt. Im Oktober 1990 wurde er in Großwallstadt nach nur drei Monaten im Amt entlassen. Sein Sohn Sven wurde ebenfalls Handballspieler. Seine Enkelin Mia Lakenmacher spielte ebenfalls Handball. Sein Enkel Fynn Lakenmacher wurde Fußballprofi und wechselte 2022 zu 1860 München.
Er starb 2023 nach kurzer schwerer Krankheit im Alter von 79 Jahren.